# Преббереде
Преббереде (нім. Prebberede) — громада в Німеччині, розташована в землі Мекленбург-Передня Померанія. Входить до складу району Росток. Складова частина об'єднання громад Мекленбургіше-Швайц.
Площа — 42,84 км2. Населення становить 773 ос. (станом на 31 грудня 2020).